# Peter Kowald
Peter Kowald, (Masserberg, 1944. április 21. – New York, 2002. szeptember 21.) német nagybőgős, tubás.

## Pályafutása
A Globe Unity Orchestra zenészeinek egyike, turnézó nagybőgős. Számos free jazz játékossal dolgozott együtt pályafutása során, köztük Peter Brötzmannal, Irène Schweizerrel, Karl Bergerrel, Fred Andersonnal, Hamid Drake-kel. Számos szóló nagybőgőalbumot is rögzített. 1985-ig a London Jazz Composer's Orchestra tagja volt. Számos nagybőgő-duettet rögzített Maarten Altena-val, Barry Guy-jal, Joëlle Léandre-val, Barre Phillipsszel, William Parkerrel,  Peter Jacquemynnel.
Kowald együttműködött más művészekkel, költőkkel, táncosokkal, például Patricia Parkerrel (a  Vision Fesztivál alapítójával), Maria Mitchell, Sally Silvers, Cheryl Banks táncosokkal.
Olyan énekesekkel dolgozott együtt, mint Jeanne Lee, Diamanda Galás, Anna Homler vagy Sainkho Namtchylak. Különösen érdekelte az olyan nemzetközi improvizatív együttes, mint a Global Village, amelyben a világ különböző kulturális régióiból – Kínából, Japánból, Közel-Keletről, Dél-Európából, Észak- és Dél-Amerikából – érkeztek zenészek.
2002-ben New Yorkban egy szívroham következtében halt meg.

## Lemezválogatás
- 1966: Alexander von Schlippenbach: Globe Unity
- 1967: Peter Brötzmann: For Adolphe Sax
- 1973: Globe Unity Orchestra – Live in Wuppertal
- 1973: Hot Lotta (Brötzmann, Aaltonen, Kowald, Edward Vesala)
- 1979: Leo Smith/Kowald/Sommer: Touch the Earth
- 1986: Global Village Suite
- 1988: Open Secrets (Kontrabass Solo)
- 1993: Improvised Songs
- 1996/2003: Duos 1 / Duos 2
- 1998: Fred Anderson Trio
- 2003: Global Village
- 2006: Marco Eneidi, Peter Kowald, Damon Smith
- 2013: Kidd Jordan, Alvin Fielder, Peter Kowald (Trio and Duo in New Orleans)
- 2014: Peter Kowald / Kent Kessler / Fred Lonberg-Holm (rec. 1998)
- 2022: Michel Ratté / Peter Kowald / Yves Charuest